# 米南德一世
米南德一世（救主），或譯彌蘭王或難陀王，為印度-希臘王國國王。約在公元前155年到公元前130年間統治印度-希臘王國，他統治下的印度-希臘王國國勢來到最高峰，他也是最為重要的印度-希臘國王，任內希臘式佛教蓬勃發展，可能曾信佛教。
米南德出生於高加索的亞歷山卓，他成為國王後掌握了印度旁遮普地區全境，他的王國從東邊的喀布爾河谷至西邊拉維河流域。古印度的作家記載了米南德一世曾發起遠征拉賈斯坦邦，向東遠攻至恆河流域巴特那華氏城。古希臘地理學家斯特拉波記載了米南德征服的印度部族比亞歷山大大帝降伏的還多。
由於大量出土米南德的錢幣，可以推測他的王國商業繁榮且在位長久。另外他也是佛教的資助者，佛教經典《彌蘭陀王問經》又譯《那先比丘經》，就是記錄米南德一世與那先（Nāgasena）比丘有關佛教教義的問答集。米南德約在前130年逝世，佛教經典認為他晚年皈依佛門，並把王國交給兒子後出家，但西方作家普魯塔克卻說米南德是在征途中於軍營中辭世，因為米南德受人愛戴，王國境內的城市均分他的骨灰，分別各建紀念塔安置，很可能類似窣堵坡（佛塔）。

## 統治

### 征服印度

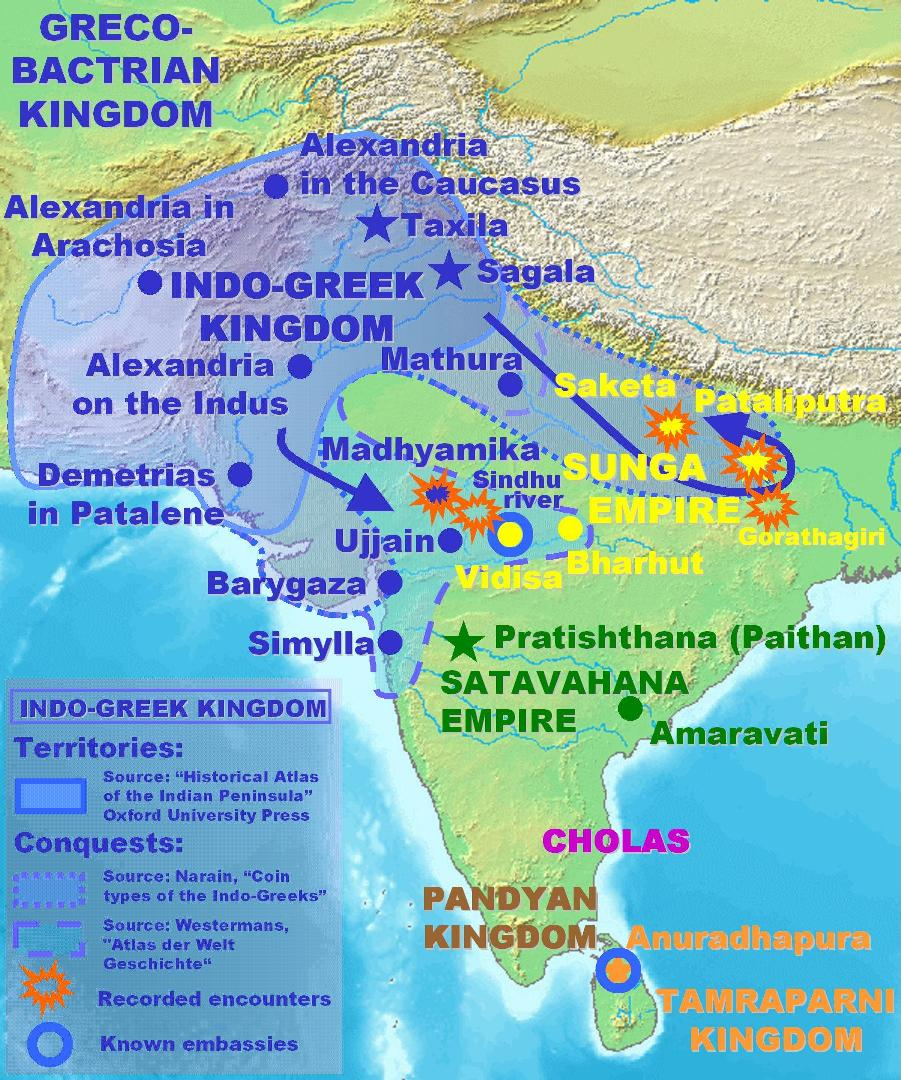
印度-希臘王國疆土，已知的征服行動和戰役

米南德出身於希臘移民家庭，也因為印度-希臘王國從巴克特里亞王國分裂出來，西方史料多稱這些國王是巴克特里亞人或希臘人。據佛教經典《彌蘭陀王問經》記載，米南德自述出生於高加索的亞歷山卓鄰近的小城。然而，關於他的身世和統治時間學者們有些分歧，猜想他可能是德米特里一世的王族或是原本是位將軍，然而《彌蘭陀王問經》提到米南德據有王家血脈，父親也是國王。一些學者猜想阿波羅多特斯一世可能是他的前任者，但從錢幣學上推測，米南德更有可能從安提瑪科斯二世手上繼承王位。佛教經典描述米南德自幼就博覽全書，相當聰敏，懂得各式各樣的知識，也對兵法相當熟習，精通戰鬥作戰技巧。並說他從父親手上接下王位後以正法治理國家，對國家管理之事明察通達。
米南德在即位不久發動對印度中部的遠征。學者塔恩（W.W.Tarn）認為他攻至印度孔雀王朝舊都華氏城，企圖以此地做為他的新帝國首都。古希臘文獻對遠東希臘人的記載相當少，但米南德是少數被古希臘作家提起的遠東希臘國王，其中斯特拉波引述阿提米塔的阿波羅多羅斯的文章，說那些巴克特里亞的希臘人征服的超過亞歷山大大帝所征服的，並說米南德一世與另外一位巴克特里亞的希臘人國王德米特里一世並列，他們把領土深入了印度。
|                    | 那些在巴克特利亞獨立的希臘人，在這個富饒的國度很快的變得相當強盛，主宰的領土不僅包含阿利亞，還遠至印度。就像阿提米塔的阿波羅多羅斯所說的，他們降服的部族超過亞歷山大時所降服的，尤其是米南德，有些部族是他親自降伏，其他部族的是在德米特里時，他是巴克特里亞國王歐西德莫斯之子。他們所占領的土地不只到巴達利拿（Patalena）一帶，還甚至連綿到海岸，包括索拉什特拉和信德的那些國家。總之，阿波羅多羅斯說那些巴克特利亞人所擁有的阿利亞不過是全部領土的一個小陪襯，他們的領土甚至遠到與絲國和弗林尼相接。 |
| ——斯特拉波 11.11.1 | |

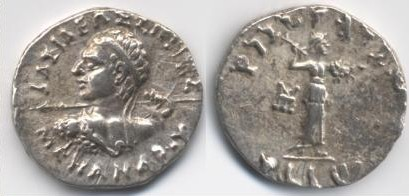
米南德一世德拉克馬銀幣.
正面: 希臘文, ΒΑΣΙΛΕΩΣ ΣΩΤΗΡΟΣ ΜΕΝΑΝΔΡΟΥ 即「國王·救主米南德的」.
反面: 佉盧文: MAHARAJASA TRATARASA MENAMDRASA 即「大王·救主米南德的」。雅典娜女神面向右，手持閃電與盾，與塔克西拉幣廠花押.

斯特拉波同樣也認為這些希臘人遠攻到孔雀王朝舊都華氏城，該城又稱巴連弗邑。
|                   | 那些亞歷山大之後的人，攻至恆河和巴連弗邑（Pataliputra）。 |
| ——斯特拉波 15.698 |                                                           |

印度史料另一方面也記錄了希臘人攻擊薩基（Saketa）、般庶（Panchala）、馬圖拉和華氏城的事蹟。尤其是印度哲學家波顛闍利於前150年左右於《瑜伽往事書》（Yuga Purana）提到一些入侵的記載，該書以預言的形式來描述印度的歷史事件。
|                           | 在征服了薩基特、般庶地區和馬圖拉之後，邪惡且英勇的耶槃那人（指希臘人）將兵臨花座之城（Kusuma dhvaja，指華氏城），那時巴連弗邑的厚土牆將會倒塌，整個國度無疑將陷入混亂，最終一場大戰將會來到，伴隨著樹似的機具（指攻城機具）。 |
| ——波顛闍利 瑜伽往事書 5章 | |

### 與歐克拉提德對抗
然而，北方巴克特里亞王國歐克拉提德一世開始發動戰爭入侵米南德北方的疆土，迫使米南德放棄印度中部的征服。從《瑜伽往事書》中，記下了希臘人短暫統治印度中部的內容，但之後因自身本土動亂而被迫自征服地徹離，並且陷入殘酷的內戰。然而，米南德似乎無法立即把歐克拉提德的軍隊擊退，失去部分國土，其中包含米南德的家鄉高加索的亞歷山卓。儘管失去興都庫什山脈、喀布爾河谷以及一部分印度的領土，米南德仍就保有足夠的力量與歐克拉提德一世繼續對抗，學者波比拉赫奇（Bopearachchi）認為很可能此時米南德是以北旁遮普繁榮的城市奢羯羅為首都，波比拉赫奇推測這個時期米南德與比丘那先（Nāgasena）進行對話。在佛教經典《彌蘭陀王問經》中米南德提到很想念家鄉亞歷山卓的一切，暗示他無法回去，因為此時該地掌握在歐克拉提德手裡。
|                   | 那先問王:「王本生何國?」 王言:「我本生大秦國，國名阿荔散。」 那先問王:「阿荔散去是間幾里?」 王言:「去二千由旬合八萬里。」 那先問王:「曾颇于此遥念本国中事不?」 王言:「然恒念本国中事耳。」 |
| ——那先比丘經 下卷 | |

最終米南德趁著歐克拉提德被刺殺，巴克特里亞動亂之刻大舉反攻，不僅收回原先的失土，還把疆域往外至帕洛帕米薩達（Paropamisadae），並鞏固印度-希臘王國在北印度的疆土。
米南德一世的統治相當長久且成功，大量發現他的錢幣出土顯示國土遼闊且繁榮，甚至遠至巴克特里亞境內也出土他的錢幣，同時他的錢幣也是全印度-希臘國王中最多且範圍最廣。一、二世紀間的《厄立特里亞海航行記》（Periplus of the Erythraean Sea）提到米南德一世對印度的影響。
|                           | 到了今日，古老的德拉克馬仍在巴利加薩（Barygaza）流通，從這邊來的錢幣上刻著希臘字母的銘文，這些事物是亞歷山大、阿波羅多特斯、米南德統治之後所留下的。。 |
| ——厄立特里亞海航行記 47章 | |

米南德也是第一位印度-希臘君主在錢幣上引進雅典娜·阿爾基德摩斯（Athena Alkidemos，人民保護者雅典娜）肖像。雅典娜·阿爾基德摩斯是馬其頓王國首都佩拉的守護神，而後來的印度-希臘君主許多採用米南德這種形式的錢幣設計。

## 米南德與佛教

### 彌蘭陀王問經

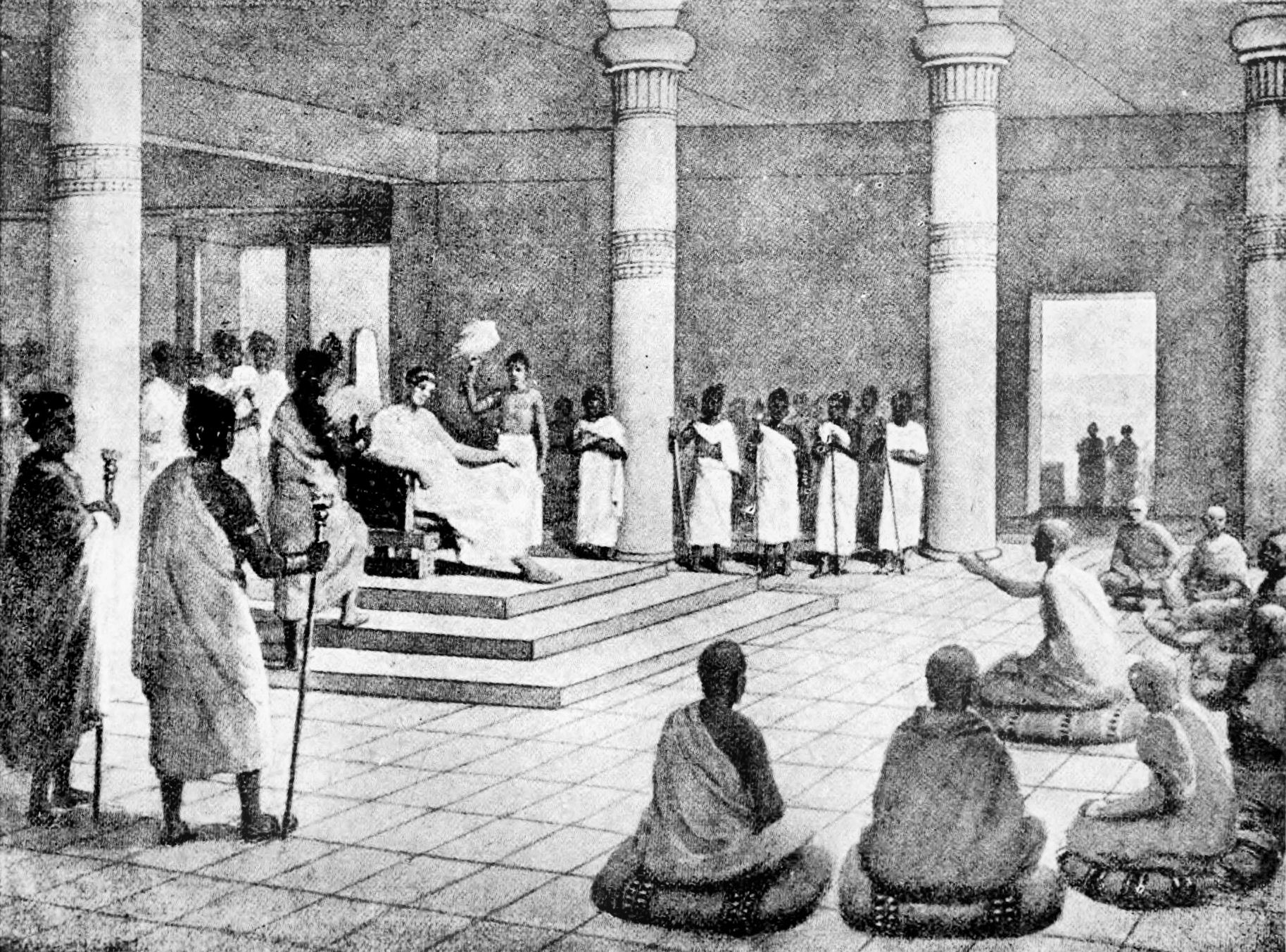
彌蘭陀王問道

在該經文中，記錄了國王米南德向那先（Nāgasena）比丘詢問有關佛教教義上的問題，闡揚許多佛教教義與哲理，是佛教重要經典。最初梵文版有關米南德問道的集錄已經散失，流傳今日的有中文的《那先比丘經》及巴利文的《彌蘭陀王問經》兩種版本，其中中文的《那先比丘經》被認為與初始版最為接近，雖然巴利文版本經文在最初段與後半經文可能是後人所添加，但前半主體經文與中文本大致一致。經文中提到，米南德外出有500名耶槃那人（指希臘人），有一位朝臣可能希臘原名叫德米特里。在經文中，米南德被描述成很有智慧的國王。
|                   | 有前世故知识一人在海边，作国王子，名弥兰。弥兰少小好读经，学异道，悉知异道经法，异道人无能胜者。弥兰父王寿尽，弥兰立为王。王问左右边臣言:「国中道人及人民谁能与我共难经道者?」。边臣白言:「有学佛道者。人呼为沙门。其人智慧妙达。能与王共难經道」...........其王弥兰以正法治国。高才有智谋明于官事。战斗之术无不通达。能知九十六种道。所问不穷人适发言，便豫知其所趣。 |
| ——那先比丘經 上卷 | |

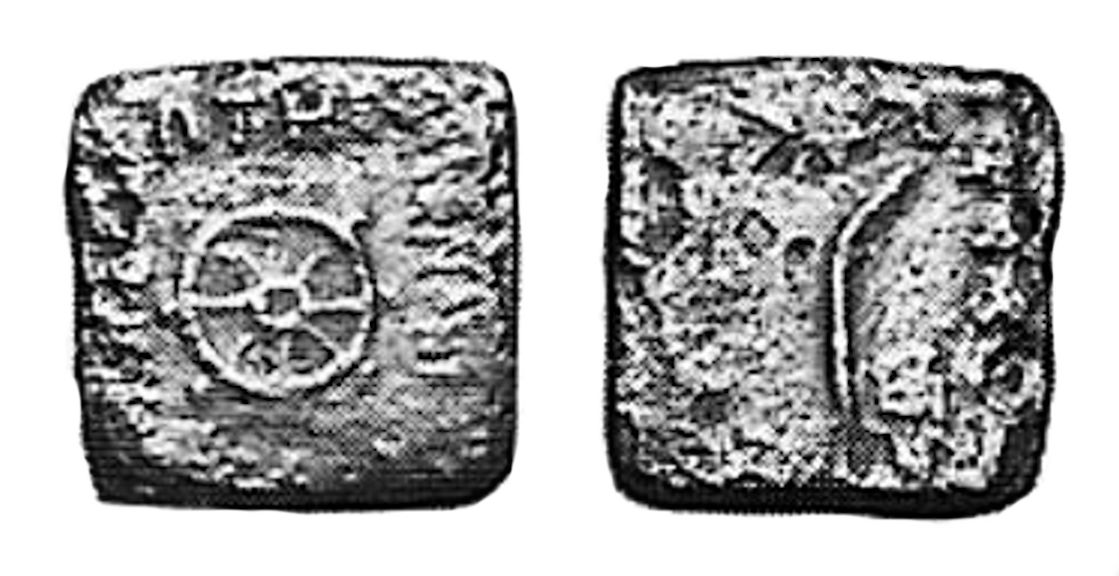
米南德一世的銅幣，上有佛教圖案 法輪
正面: 希臘文, ΒΑΣΙΛΕΩΣ ΣΩΤΗΡΟΣ ΜΕΝΑΝΔΡΟΥ 即 「國王·救主米南德的」 與法輪圖像.
反面: 佉盧文 MAHARAJA TRATASA MENADRASA 「大王·救主米南德的」, 勝利的棕梠枝.

巴利文版本的《彌蘭陀王問經》更具體描述米南德的才藝，包含律法、天文、哲學、數學、音樂、醫藥、兵法、數論、因果論、詩歌、魔術、歷史等等十九項雜學。另外他也擅長辯論，是難以駁倒的辯論者。在巴利文版最末，提到米南德因那先的智慧而大澈大悟，決定出家皈依佛門。隨後他把國政交給兒子後遁世出家。
|                   | 復次，因歡喜長老的智慧，他將國政交與兒子，離家而出家，既增進正觀，他遂證取阿羅漢果。 |
| ——彌蘭陀王問經 跋 |                                                                                      |

然而，這很難相信米南德最後皈依佛教出家，較早翻譯的中文經文並無此段內容，加上巴利文經文多處經過不同時代地添加改寫，一些學者認為很可能此段巴利文經文遭到後世佛教徒添加。但無疑，如同其他希臘化時期君主，米南德會尊崇當地信仰，並資助佛教信徒寺廟與建築。

### 其他佛經
在《雜寶藏經》卷九中有篇「難陀王與那伽斯那共論緣」，提到米南德一世與那先論法的情節。此外，《阿毘达磨俱舍论》也記敘提到兩人的問答。

### 其他印度資料
- 在印度中央邦東部巴路特（Bharhut）的佛教窣堵坡，有著前二世紀浮雕，呈現一名非印度籍戰士人像，他有希臘人般的捲髮，頭繫著象徵王家的頭帶，很可能是一名印度-希臘國王，很可能是米南德一世的雕像。這浮雕右手持常春藤，而常春藤是希臘酒神狄奧尼索斯的象徵符號代表，另外他身上的衣物上有一排層狀幾何圖形，是典型的希臘化風格。他的配劍上有佛教三寶的符號。浮雕今藏於加爾各答印度博物館（Indian Museum）。

- 一個在巴焦爾特區所發現的佛教舍利子聖物箱上，有一段敬獻的銘文上寫著:「於迦剌底迦月（Kārttika）14日，在米南德大王（Mahārāja Minadra）的統治下（某年），釋迦牟尼的（肉體遺物），這曾賜予生命.....被建立[10]。」

- 在米南德統治時期希臘佛教傳教似乎蓬勃發展。根據古代斯里蘭卡的史料《大史》記載，記載著前二世紀高加索的亞歷山卓有一位希臘籍大法護（Mahadharmaraksita）帶著三萬名比丘來到斯里蘭卡，參加該國國王建造大窣堵坡的奠基儀式。

|             | 從耶槃那人的城市阿荔散（Alasanda）來了一位耶槃那人長者大法護（Mahadharmaraksita），他帶著三萬比丘。 |
| ——大史 XXIX | |

雖然三萬名比丘有點誇張，但這代表當時在印度-希臘王國內具有相當龐大的希臘佛教徒團體，且希臘佛教徒具有顯赫地位，可能是在米南德時期發展而來。

## 米南德的錢幣

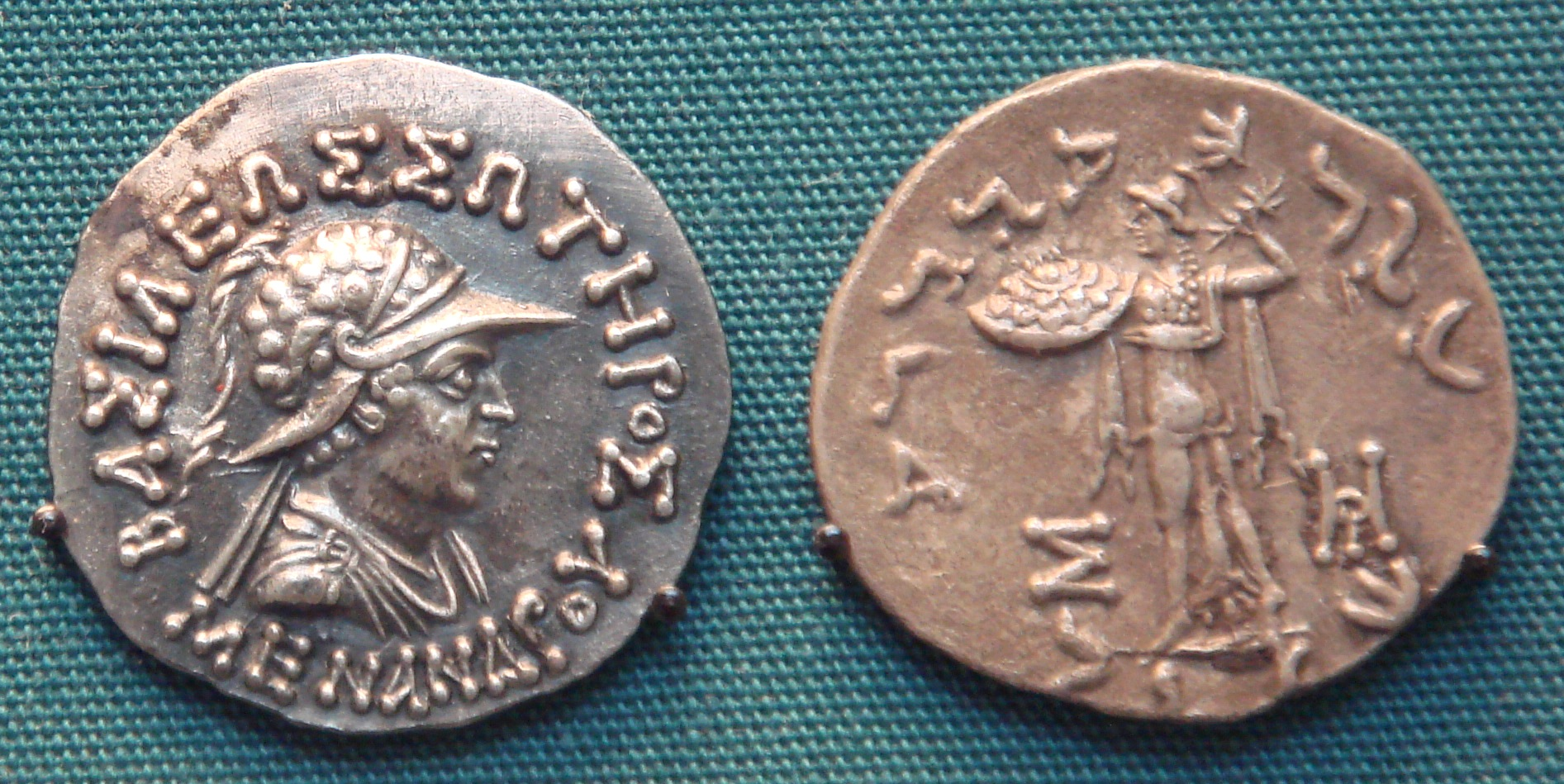
米南德一世的銀幣，反面是雅典娜女神，收藏於 大英博物館.

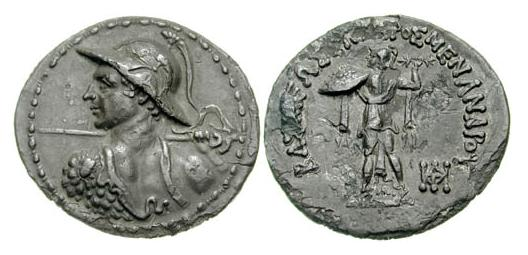
米南德一世的阿提卡標準四德拉克馬，希臘-巴克特里亞風格，高加索的亞歷山卓製幣。
正面: 米南德擲矛像.
反面: 雅典娜女神持閃電，希臘文: ΒΑΣΙΛΕΩΣ ΣΩΤΗΡΟΣ ΜΕΝΑΝΔΡΟΥ 「國王·救主米南德的」.

米南德發行大量銀幣和銅幣，其數量是全印度-希臘國王中最多的，在他的統治期間，希臘、印度雙語式錢幣達到最高峰。其錢幣有希臘文: ，及佉盧文: MAHARAJA TRATARASA MENADRASA，代表「國王·救主米南德的」之意。
- 根據學者波比拉赫奇（Bopearachchi）歸納，米南德最初印度標準的銀幣樣式是正面雅典娜女神，反面是貓頭鷹。德拉克馬銀幣相當稀少，代表發行短暫，其重量和花押都與早些時期的安提瑪科斯二世一致，顯示米南德是安提瑪科斯二世的後繼者。

- 在下一個錢幣系列，在印度標準的正面錢幣上米南德引入自己的肖像，這之前印度統治者並沒有這樣的措施，就連早期的印度-希臘君主也僅在阿提卡標準的銀幣上施行而已，因阿提卡標準的銀幣主要在巴克特里亞境內流通，他們都沒在印度標準的錢幣引進自己的肖像。在反面雕像上，米南德採用雅典娜·阿爾基德摩斯（Athena Alkidemos，人民保護者雅典娜）。雅典娜·阿爾基德摩斯是馬其頓王國首都佩拉的守護神，可能米南德企圖與馬其頓移民作為連結，這位雅典娜手持閃電的形象後來被米南德的許多後繼國王採用，作為他王朝的標記。

- 在後來的錢幣發展中，米南德改變錢幣環狀銘文書寫的方向，原先從右順時針至左，後來從左順時針至右。這改變確保了往後閱讀時不用再旋轉錢幣，此書寫方向後來被所有印度-希臘國王採用。這改變可能是受到巴克特里亞王國歐克拉提德一世入侵影響，歐克拉提德曾經佔據王國西北部，學者波比拉赫奇認為米南德採用歐克拉提德的設計概念，並說明這是米南德在歐克拉提德死後收回西部失土後所採用的措施。

- 米南德同樣打制了阿提卡標準的錢幣，為希臘文的單語式銀幣，這可能是要在巴克特里亞境內流通，可能為了展現他擊敗了巴克特里亞國王，有意奪取該王國的宣稱。

- 米南德的銅幣有著多樣形式，有古希臘的神祇和其他印度符號，似乎米南德為銅幣建立新的重量標準。

## 另外一位佛教國王米南德二世

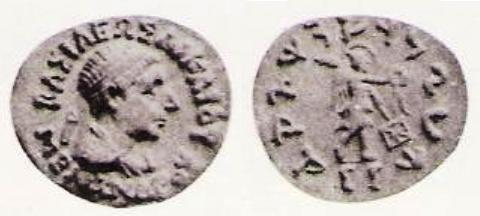
米南德二世的錢幣
正面: 米南德二世頭繫王帶之肖像。 希臘文: ΒΑΣΙΛΕΩΣ ΔΙΚΑΙΟΥ ΜΕΝΑΝΔΡΟΥ，即「國王·公正者米南德的」
反面: 有翼尼刻女神手持王帶（diadem）和棕梠葉，光暈（halo）在頭上展開。 佉盧文:MAHARAJASA DHARMIKASA MENADRASA 即「大王·法的擁護者米南德的」.

米南德二世約在前100年統治旁遮普一帶，他的稱號是「公正者」（Dikaios），在早期學者如塔恩（W.W.Tarn）、康寧漢姆（A.Cunningham）等錯誤的相信印度-希臘國王中只有一位米南德，他們認為米南德信仰佛教後改變自己的稱號。數個巧合使他們建立這個猜想。
- 兩者的肖像相當類似，尤其「公正者」米南德比「救主」米南德看起來還老。
- 「公正者」米南德發行了數個帶有佛教色彩符號的錢幣，對應巴利文《彌蘭陀王問經》提到米南德晚年信仰佛教，這可作米南德轉信仰的證據。
- 希臘文稱號是「公正者」，對應的佉盧文卻是「法的擁護者」（Dharmikasa），同樣也可當作米南德轉信仰的證據。

然而，隨著新的事證發現，現代錢幣學家如波比拉赫奇和R.C. Senior比較兩者錢幣的儲藏庫發現地、風格、花押，證明出這兩者非同一人，而是不同的兩位國王。其中米南德二世是米南德一世的後代。在區別兩者後，已經無法利用錢幣學來驗證《彌蘭陀王問經》所提的米南德是否轉教，而米南德一世僅僅發行稀少的帶法輪銅幣而已。

## 米南德之死
西方作家普魯塔克記載了米南德一世在征途中死於軍營中，這描述不同於巴利文《彌蘭陀王問經》的記敘。普魯塔克描述米南德是一位受人愛戴的統治者，與令人厭惡統治者如僭主奧尼西奧斯一世不同。還敘述在米南德死後，王國內的各城市對於他的陵墓歸宿進行爭論，最終同意平分他的骨灰並安置於各紀念塔中，很可能類似窣堵坡，如同佛陀舍利般供奉於佛塔中。
|                                  | 但是在米南德之時，他慈祥地統治巴克特里亞人，之後死於軍營中，國內城市一致同意舉辦莊嚴他的葬禮，隨後為了他的骨灰互相爭奪，最後他們勉強下達成協議，就是他的骨灰均分，每個城市可分到等量的骨灰，並且各自為他設立紀念塔。 |
| ——普魯塔克 《道德小品:政事要则》 | |

儘管他統治上很成功，米南德晚年可能涉入內戰或外部戰爭，這次是對抗祖羅斯一世，他可能是歐西德莫斯王朝的關連者，米南德曾經拿祖羅斯的錢幣作為自己的錢幣幣胚重新打製，在米南德死後祖羅斯攫取了許多米南德王國的領土。
巴利文的《彌蘭陀王問經》對米南德國內外險峻的情勢給了一些端倪，經文中提到米南德的敵人很多，似乎被眾多敵人環抱。
|                       | 「尊者，譬如獅子百獸之王，雖置金籠，仍會傾向外面；尊 者，我雖然生活在家裏，我心仍在外面，亦復如是。但尊者，若我 從在家而出家，則我難活很久，我的敵人很多。」 |
| ——彌蘭陀王問經 第十七 | |

### 米南德繼任者理論
米南德一世是最後一位出現在文獻上的印度-希臘國王，因此他死後的發展很難去追蹤。學者們對於米南德的繼任者議題有很大的分歧。
- A)傳統理論，主要的支持者為塔恩和波比拉赫奇等，主張米南德的繼任者是阿加托克勒亞，認為她是米南德的王后，其子斯特拉托一世是米南德之子。在米南德逝世，因為斯特拉托尚年幼，王后阿加托克勒亞擔任王國攝政，直到王子斯特拉托成年後才交付王位。斯特拉托一世的錢幣反面與米南德類似，皆為手持雷電之雅典娜，且稱號都是救主。

根據這個論點，阿加托克勒亞和斯特拉托一世僅持有米南德王國東部的一部分，當時旁遮普、帕洛帕米薩達、布色羯邏伐底（Pushkalavati）和犍陀罗已被祖羅斯一世奪取。很可能是米南德一些國民無法接受一個幼子國王與王后攝政，而倒向祖羅斯。
- B)新理論，學者R.C. Senior和其他錢幣學者如David Bivar等建議，斯特拉托一世的統治時期應是米南德去世後數十年之後。他們認為阿加托克勒亞和斯特拉托一世錢幣的花押與米南德大相逕遠，且從錢幣的發現處和被重製情形（overstrikes）來看他們更像是後期的印度-希臘統治者。

根據這個論點，米南德的繼任者是他的兒子特拉索，特拉索僅僅統治極短的時間就被取代，可能是被謀殺。在特拉索之後，可能是祖羅斯一世或呂西阿斯瓜分了米南德的王國，米南德的家族被逐出王位，僅有他一位親屬尼西亞斯統治喀布爾河谷小塊區域，米南德的家族直到後期才重新登上王位。

## 遺留的格局

### 佛教傳播

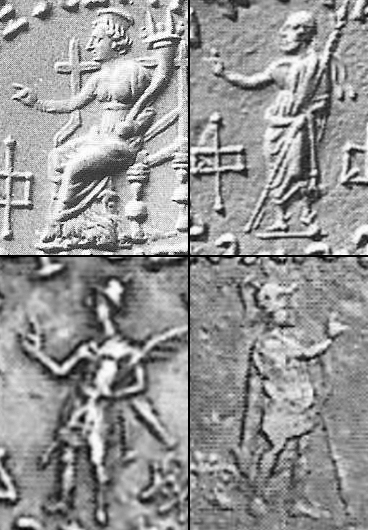
印度希臘國王錢幣上的手印。頂部: 神靈如堤喀和宙斯。底部: 印度希臘國王形象尼西亞斯和米南德二世.

在米南德一世統治之後，後續數個國王如斯特拉托一世、阿敏塔斯·尼卡托爾（Amyntas Nikator）、赫帕斯特拉托斯（Hippostratos）、赫爾默烏斯（Hermaeus）和剖科拉奧斯（Peukolaos）等，在自己肖像或希臘神靈肖像的右手擺出現特別的手勢，類似佛教徒說法印（vitarka mudra，拇指與食指相觸成環，其他手指延伸），「說法印」代表了對佛法的探讨與弘法傳播。在米南德之後，後續的希臘國王開始在佉盧文上採用「法的擁護者」（Dharmikasa）頭銜，相對先前著名的佛教徒印度王阿育王的佉盧文稱號是法王（Dharmaraja）。採用「法的擁護者」稱號的印度-希臘國王有斯特拉托一世、祖羅斯一世、赫利奧克勒斯二世、特奧菲盧斯、剖科拉奧斯和阿基比奧斯（Archebios）。
雖然巴利文的《彌蘭陀王問經》提到米南德改信佛教，無論此事是否為真，不可否認的是米南德之後的印度-希臘國君們，接近一半都於錢幣上使用與佛教相關符號，尤其是這些國王的統治基礎都在米南德王國核心犍陀羅地區，其中除外的只有較少了解的德米特里三世而已。
可能是米南德的改教或是因他的領土擴張入巴克特里亞境內的緣故，在佛教傳入中亞上米南德有很大的貢獻，儘管大規模傳入中亞可能是一、二百年之後的貴霜帝國時期，但還是有可能早在德米特里一世和米南德一世時就把佛教從犍陀羅逐漸介紹入中亞地區。

### 佛陀的人像

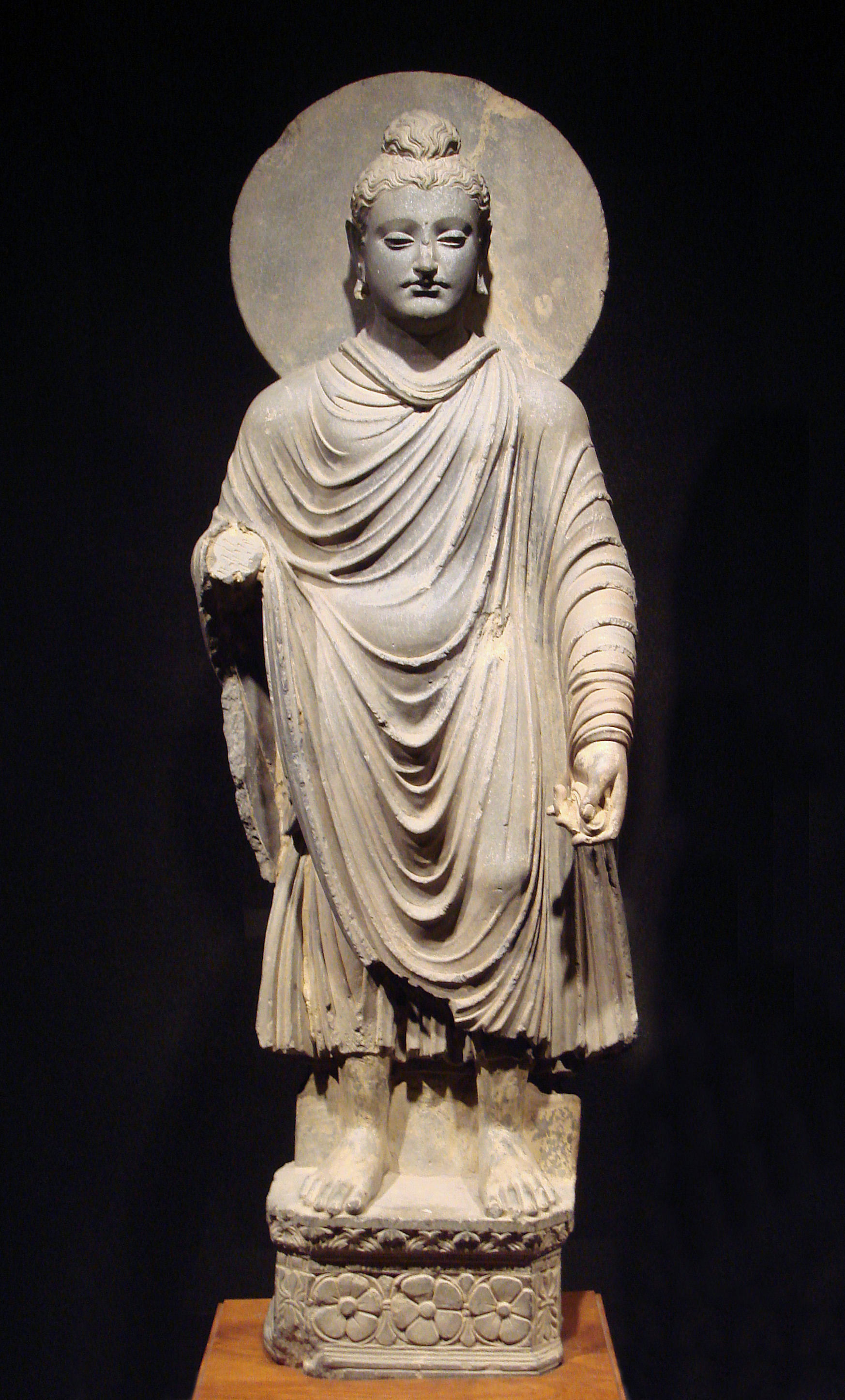
目前已知最早的佛陀形象，發現於健馱邏.

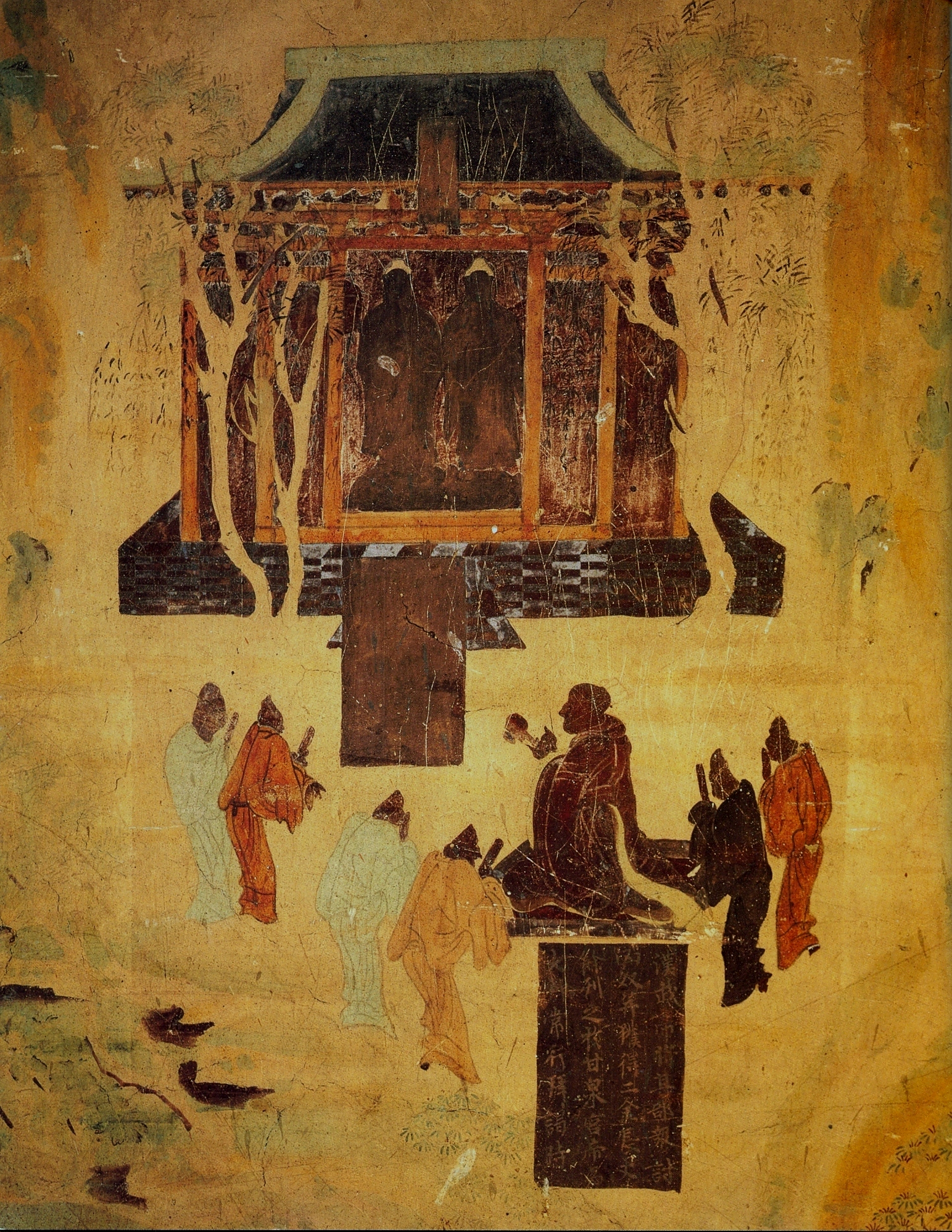
敦煌莫高窟內有漢武帝求佛名的故事而繪製的一系列壁畫。該故事描述漢武帝從匈奴手上奪得兩座金人，武帝認為此是大神，但不知其名。於是派張騫第二次出西域後才知大神名為佛陀。
圖為系列圖的漢武帝拜佛

佛陀的人像一直未出現在印度-希臘國王的錢幣上，這有幾個解釋，其中之一可能是印度-希臘國王們尊重早期印度佛教徒反對佛陀偶像化的規則，當時佛教徒僅可用符號代表佛陀。在這個觀點下，形成人像的佛陀是出現在更後面的時代，多被認為在一世紀貴霜帝國時 因大力提倡佛教，才由希臘雕塑家操刀並與之後的印度、羅馬雕塑家共同完成。這些早期雕像的年代通常無法確定，但可確定至少於一世紀之時就已出現了。
另外一個佛陀未出現在錢幣上的解釋是，原本希臘人平日就會為哲學家塑像，但習慣上他們不會把他們雕在錢幣上，學者阿勒弗萊德·福舍認為印度的希臘人可能早在前二世紀至前一世紀時就開始為佛陀雕人像，但僅限於雕像之中。在中國有壁畫描繪前119年漢武帝從匈奴手上奪得佛像的故事，來做為此論點的支持證據。另一個例子，泰國玉佛寺的玉佛傳說是那先完成的，這位那先就是與米南德一世說法的那先，他完成這個佛像並奉於華氏城，數百年後輾轉來到泰國。
從藝術的角度來看，印度-希臘王國的錢幣展現高水準的希臘化寫實風格，但約在前50年左右因印度-斯基泰王國、月氏、印度-帕提亞王國接連入侵而逐漸衰退，目前已知最早的佛像也展現非常寫實的希臘化風格，如同與前50年以前的錢幣藝術水平一致，暗示這佛像可能出自更早期的作品。

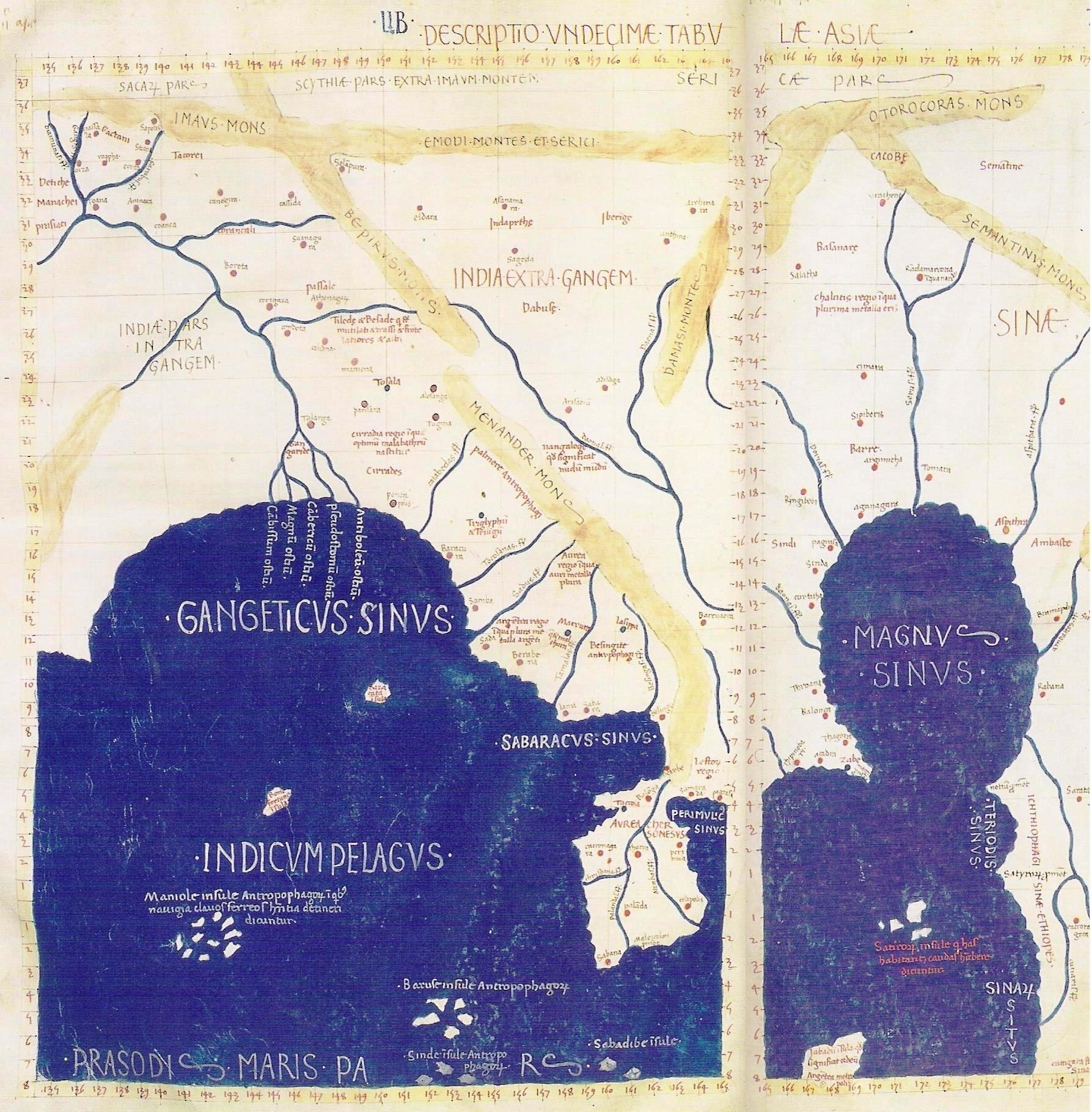
托勒密世界地圖之亞洲部分，圖中正中央，在印度次大陸東部 馬來半島西方的位置標註了米南德山（Menander Mons）

因此這導出這一尊佛陀人像可能在出現於前130年至50年之間，即米南德一世死後大量佛教符號出現在錢幣上的這段時間之後。從那個年代開始，米南德與他的繼任者可能成為佛教思想和佛陀人像化的關鍵角色，學者Mc Evilly如此評論:「米南德以王家之力資助，促使犍陀羅佛教向外傳播，伴隨著刺激犍陀羅雕刻發展與擴散。」

### 地理
至少從一世紀開始的古代，於印度次大陸極東的地圖上出現米南德山（Menander Mons）的名稱，從古代地理學家托勒密的世界地圖來看，可能是今日的若開邦納加丘陵附近。

## 註腳
1. ↑  . Encyclopædia Britannica Online. Encyclopædia Britannica, Inc.  [2015-08-08]. （原始内容存档于2015-04-26）.
2. 1 2 3 4  Hazel, John. . Routledge. 2013: 155. ISBN 9781134802241.
3. ↑  Bopearachchi (1991)
4. ↑  Davies, Cuthbert Collin. . Oxford University Press. 1959.
5. ↑  Narain, A.K. . Ares. 1976. ISBN 0-89005-109-7.
6. ↑  Hans Erich Stier, Georg Westermann Verlag, Ernst Kirsten, and Ekkehard Aner. Grosser Atlas zur Weltgeschichte: Vorzeit. Altertum. Mittelalter. Neuzeit. Westermann, 1978, ISBN 3-14-100919-8.
7. ↑  .   [2015-08-07]. （原始内容存档于2008-04-19）.
8. ↑  （希腊文） Strabo. . Meineke, A.  (编). . Leipzig: Teubner. 1877  [2015-08-07]. （原始内容存档于2023-08-17）.
Jones, H. L. (编). .  http://www.perseus.tufts.edu/hopper/text?doc=Strab.+11.11.1&fromdoc=Perseus%3Atext%3A1999.01.0198. 1924  [2015-08-07]. （原始内容存档于2023-08-16）. 缺少或|title=为空 (帮助) Jones, H. L. (编). .  http://www.perseus.tufts.edu/hopper/text?doc=Perseus%3Atext%3A1999.01.0239%3Abook%3D11%3Achapter%3D11%3Asection%3D1. 1903  [2015-08-07]. （原始内容存档于2023-09-05）. 缺少或|title=为空 (帮助) At the Perseus Project.
9. ↑  .   [2015-08-08]. （原始内容存档于2014-08-14）.
10. ↑  "Indo-Greek, Indo-Scythian and Indo-Parthian coins in the Smithsonian institution", Smithsonian Institution, Bopearachchi, p19, quoting the analysis of N.G. Majumdar, D.C. Sicar, S.Konow
11. ↑  Chapter XXIX of the 大史: Text （页面存档备份，存于）
12. ↑  普魯塔克的描述類似當年佛陀離世時，各印度統治者爭奪佛陀舍利，最終他們均分舍利，並各自恭奉於窣堵坡中
13. ↑  Plutarch. .  (PDF). Library of Economics and Liberty. : 147–148. （原始内容 (PDF)存档于2006-02-20）.
14. ↑  （希腊文） Bernardakis, Gregorius N. (编). . . Leipzig: Teubner. 1893  [2015-08-08]. （原始内容存档于2023-08-17） （希腊语）.
Fowler, Harold North (编). .  http://www.perseus.tufts.edu/hopper/text?doc=Perseus%3Atext%3A2008.01.0333%3Asection%3D28. 1936  [2015-08-08]. （原始内容存档于2023-08-17）. 缺少或|title=为空 (帮助) Goodwin, William W. (编). .  http://www.perseus.tufts.edu/hopper/text?doc=Perseus%3Atext%3A2008.01.0334%3Asection%3D28. 1874  [2015-08-08]. （原始内容存档于2023-08-17）. 缺少或|title=为空 (帮助) At the Perseus Project.
15. ↑  "Indo-Greek, Indo-Scythian and Indo-Parthian coins in the Smithsonian institution", Smithsonian Institution, Bopearachchi, p33
16. ↑  Puri, "Buddhism in Central Asia"
17. ↑  Mc Evilly, "The shape of ancient thought", p378

## 外部連結
- Coins of King Menander （页面存档备份，存于）
- More coins of Menander （页面存档备份，存于）
- Kapisa coinage of Menander （页面存档备份，存于）
- The Debate of King Milinda （页面存档备份，存于）
- The Questions of King Milinda
- Catalogue of the coins of Menander （页面存档备份，存于）

參考Osmund Bopearachchi的世系分類
| 前任： 安提瑪科斯二世 | 印度-希臘王國國王 約前155年－約前130年 | 繼任： 祖羅斯一世 特拉索 尼西亞斯 |